# 대야초등학교 (경남)
대야초등학교는 대한민국 경상남도 창원시 진해구 여좌동에 있는 공립 초등학교이다.

## 학교 연혁
- 2020년 2월 14일 제74회 졸업식(총 졸업생수 16,744명)
- 2017년 3월 1일 장미란 교장 부임
- 2006년 10월 12일 방과후 보육교실 설치운영
- 2004년 5월 31일 강당(대야 학습관)개관
- 2000년 11월 23일 학내 전산망 구축 완료
- 1997년 1월 30일 급식소 개소
- 1992년 9월 23일 학교 방송국 확장 개국(첨단기기 보강, 10평에서 20평으로 확장 개국)
- 1984년 9월 1일 병설 유치원 개원
- 1947년 7월 14일 현 위치로 이전
- 1946년 5월 31일 진해대야공립국민학교 개교(인사동)

## 학교 상징
- 교화 - 동백 : 한 겨울의 추위를 이겨내고 붉은 꽃을 피우는 동백처럼 굳은 의지를 가지자!
- 교목 - 섬향나무 : 사시사철 한결같은 녹음을 자랑하는 섬향나무의 늠름한 기상을 본받자!

## 참고 자료
- 대야초등학교 - 한국교육학술정보원 학교알리미